# Shelton Head
Der Shelton Head ist eine mit Felsvorsprüngen durchsetzte Landspitze im Süden der Thurston-Insel vor der Eights-Küste des westantarktischen Ellsworthlands. Sie ragt 19 km westlich des Long-Gletschers in das Abbot-Schelfeis im Peacock-Sund hinein.
Der United States Geological Survey kartierte sie anhand von Luftaufnahmen der United States Navy aus den Jahren zwischen 1960 und 1966. Das Advisory Committee on Antarctic Names benannte sie 1968 nach John A. Shelton, Meteorologe auf der Byrd-Station von 1963 bis 1964.